# Trox affinis
Trox affinis là một loài bọ cánh cứng trong họ Trogidae.

## Hình ảnh

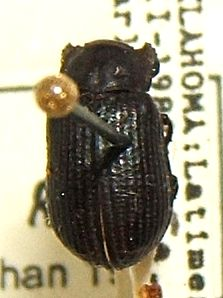